# Regeneron Pharmaceuticals
Regeneron Pharmaceuticals est une entreprise de biotechnologie américaine produisant notamment le Rilonacept. Elle est domiciliée à Tarrytown, dans l'État de New York.
Son directeur général et fondateur est Leonard Schleifer (en).

## Histoire
En juillet 2015, Sanofi signe un partenariat sur le cancer avec Regeneron d'environ 2 milliards de dollars.
En mai 2020, Sanofi annonce la vente de sa participation de 20,6 % dans Regeneron pour près de 13 milliards de dollars,.
En août 2020, Regeneron annonce son association avec le laboratoire suisse Roche en vue de « développer, fabriquer et distribuer REGN-COV2 ». Il s'agit d'une combinaison d'anticorps expérimentaux destinés à lutter contre l'épidémie de Covid-19,. En octobre 2020, les médecins du président Donald Trump, contaminé par le Covid-19 et hospitalisé au centre militaire de Walter Reed, lui prescrivent le Regn-Cov2 associé avec l'antiviral Remdésivir et un corticoïde, le dexamethasone. Le docteur Leonard Schleifer « ne pouvait qu’accepter d’aider le président américain, qui est l’un de ses proches amis. Donald Trump et Leonard Schleifer jouent régulièrement au golf ensemble. C’est d’ailleurs certainement en tapant dans la balle, que Donald Trump a conclu que le gouvernement américain financerait à hauteur de 600 millions de dollars le développement du REGN-COV2 ». Le 8 octobre, de retour à la Maison-Blanche, le président affirme que l'autorité sanitaire, la Food and Drug Administration, allait autoriser sa mise sur le marché en urgence. La Food and Drug Administration autorise le traitement le 21 novembre 2020. Au final Regeneron a reçu plus de 450 millions de dollars du gouvernement américain pour ses efforts de développement de médicaments contre la Covid-19. Fin février 2021, l'Agence européenne des médicaments (EMA) délivre un avis favorable à la prescription et à la commercialisation de ce traitement. 
En mai 2025, Regeneron acquiert 23andMe, en faillite, pour 256 millions de dollars.